# Hackers
Cet article possède un paronyme, voir Hacker (film, 2015).
Pour les articles homonymes, voir Hacker.
Pour plus de détails, voir Fiche technique et Distribution.
Hackers est un film américain réalisé par Iain Softley, sorti en 1995. Connu aussi sous les titres francophones de Hackers : Les Pirates du cyberespace (titre DVD et Universal Media Disc) et Pirates (titre télévisé).

## Synopsis
Zero Cool, de son vrai nom Dade Murphy, est une légende parmi les hackers. Arrêté par les services secrets pour avoir créé à  11 ans un virus informatique, il est condamné à ne plus utiliser un ordinateur jusqu'à son dix-huitième anniversaire. Quelques années plus tard, Dade et ses amis découvrent qu'un virus très dangereux est en passe de se propager sur tout le réseau. Ils vont tenter de stopper son extension pour éviter une catastrophe comme le monde n'en a jamais vu.

## Fiche technique
- Titre original : Hackers
- Titre français : Hackers, Hackers : Les Pirates du cyberespace (titre DVD et UMD) et Pirates (titre télévisé)
- Réalisation : Iain Softley
- Scénario : Rafael Moreu
- Production : Iain Softley, Janet Graham, Michael Peyser et Ralph Winter
- Musique : Simon Boswell
- Photographie : Andrzej Sekula
- Montage : Christopher Blunden et Martin Walsh
- Décors : John Beard
- Costumes : Roger Burton
- Pays de production : États-Unis
- Langue : anglais
- Format : Couleur - 2,35:1 - DTS (Dolby Digital 5.1 pour le DVD et Dolby Digital Stereo pour l'UMD) - 35 mm
- Genre : action, drame, thriller
- Durée : 107 minutes
- Dates de sortie :
  - États-Unis : 15 septembre 1995
  - France : 25 août 1998 (en DVD)

## Distribution
- Jonny Lee Miller (VF : Guillaume Lebon) : Dade « Crash Override / Zero Cool » Murphy
- Angelina Jolie (VF : Julie Turin) :  Kate « Acid Burn » Libby
- Jesse Bradford (VF : Stanislas Mettra) : Joey Pardella
- Matthew Lillard (VF : Olivier Jankovic) : Emmanuel « Cereal Killer » Goldstein
- Laurence Mason (en) (VF : Joël Zaffarano) : Paul « Lord Nikon » Cook
- Renoly Santiago (VF : David Krüger) : Ramon « Phantom Phreak » Sanchez
- Fisher Stevens (VF : Guillaume Orsat) : Eugene « La Peste » Belford / Mr Babbage
- Alberta Watson (VF : Pascale Jacquemont) : Lauren Murphy
- Darren Lee (VF : Luc Mitéran) : Rasoir
- Peter Y. Kim (VF : Hubert Drac) : Blaireau
- Ethan Browne (VF : Fabien Briche) : Curtis
- Lorraine Bracco (VF : Françoise Blanchard) : Margo
- Wendell Pierce (VF : Michel Castelain) : l'agent Richard Gill
- Michael Gaston (VF : Christian Fisher Nodin) : l'agent Bob
- Marc Anthony (VF : Laurent Morteau) : l'agent Ray
- Penn Jillette (VF : Jean-Michel Farcy) : Hal
- Liza Walker (VF : Muriel Grull) : Laura
- Bob Sessions (VF : Michel Bardinet) : M. Ellingson
- Felicity Huffman (VF : Claudine Ancelot) : l'avocate
- Bill Maul (VF : Hervé Colombel) : Norm
- Denise George (VF : Dominique Vallée) : Denise
- Terry Porter (VF : Rosine Cadoret) : la mère de Joey
- Johnny Myers (VF : François Jaubert) : le technicien de Sysup #1
- Kevin Brewerton (VF : Daniel Schenmetzler) : le technicien de Sysup #2
- Nancy Ticotin (VF : Anne Rochat) : la mère de Phreak

 Source et légende : version française (VF) sur RS Doublage Voxofilm et selon le carton du doublage français.

## Autour du film
- Le tournage s'est déroulé à Hackensack, Londres et New York. Les scènes du lycée furent tournées à la Stuyvesant High School, un établissement spécialisé dans les disciplines des mathématiques et des sciences.
- L'ordinateur central fictif que les étudiants piratent s'appelle Gibson, en hommage à l'auteur de science-fiction William Gibson.
- Le nom du personnage Emmanuel Goldstein est une référence au traître du roman 1984 de George Orwell. Ce nom fut également utilisé comme pseudonyme par Eric Gordon Corley en tant qu'éditeur du magazine américain 2600: The Hacker Quarterly, et qui était également consultant sur le film.
- Le Manifeste du hacker lu par l'agent Bob a été écrit en janvier 1986 par The Mentor et a été publié dans le Volume 1, Numéro 7, Phile 3 de 10 du magazine Phrack.
- Vers la fin du film, le personnage Eugene Belford utilise le pseudonyme Mr Babbage, en référence à Charles Babbage, un mathématicien britannique et précurseur de l'informatique.
- Les acteurs Jonny Lee Miller et Angelina Jolie se sont mariés en mars 1996, peu après la fin du tournage.
- Alors en cours de développement et avant que celui-ci ne soit porté sur la console PlayStation, lors d'une scène on peut voir le jeu vidéo WipEout tourner sur une station SGI.
- Le rôle de Kate Libby avait tout d'abord été proposé à l'actrice Katherine Heigl, mais cette dernière, déjà engagée sur Piège à grande vitesse (1995), dut le refuser. Avant de finalement confier le rôle à Angelina Jolie, le réalisateur avait auditionné Hilary Swank, Heather Graham et Liv Tyler.
- Le personnage de Zero Cool est le titre d'un livre de John Lange (alias Michael Crichton) paru en 1969.

## Bande originale
- Original Bedroom Rockers, interprété par Kruder & Dorfmeister
- Cowgirl, interprété par Underworld
- Voodoo People, interprété par The Prodigy
- Open Up, interprété par Leftfield
- Phoebus Apollo, interprété par Carl Cox
- The Joker, interprété par Josh G. Abrahams
- Halcyon & On & On, interprété par Orbital
- Communicate (Headquake Hazy Cloud Mix), interprété par Plastico
- One Love, interprété par The Prodigy
- Connected, interprété par Stereo MC's
- Eyes, Lips, Body (Mekon Vocal Mix), interprété par Ramshackle
- Good Grief, interprété par Urban Dance Squad
- Richest Junkie Still Alive (Sank Remix), interprété par Machines of Loving Grace
- Heaven Knows, interprété par Squeeze
- Protection, interprété par Massive Attack
- Real Wild Child, composé par Johnny O'Keefe, Johnny Greenman et Dave Owens
- Original, interprété par Leftfield
- Grand Central Station, composé par Guy Pratt

## DVD
Le DVD du film est sorti le 30 novembre 1999 et est édité par Metro Goldwin Mayer. Les bonus sont composés d'une brochure de huit pages contenant des anecdotes et des notes de productions, de la bande annonce originale et des écrans de menu interactif avec sélection de trente-deux scènes.

## UMD
L'UMD du film, édité par Metro Goldwin Mayer, est sorti le 8 mars 2006.